# João Bosco
João Bosco de Freitas Mucci, beter bekend als João Bosco (Ponte Nova, 13 juli 1946) is een Braziliaans zanger, songwriter en gitarist.

## Biografie
João Bosco werd geboren in Ponte Nova in de Braziliaanse deelstaat Minas Gerais. Hij kwam uit een muzikaal gezin: zijn moeder speelde viool, zijn vader zong de samba, zijn zus was concertpianiste en zijn broer componist. De grootouders van zijn vaders kant waren Libanese christenen, net als veel andere immigranten daar. Bosco groeide hierdoor behalve met Braziliaanse cultuur ook op met Arabische cultuur: Arabische verhalen, toneelstukken, muziek van Umm Kulthum. Als tiener begon hij gitaar te spelen. 
Bosco ging civiele techniek studeren in Ouro Preto en studeerde  in 1972 af als civiel ingenieur. Tijdens zijn studie bekwaamde hij zich in het spelen van de gitaar. Hij luisterde naar stijlen als jazz (Miles Davis, Dave Brubeck, Charlie Parker, Thelonious Monk), samba-canção (Dorival Caymmi, Ary Barroso) en bossanova (João Gilberto, Antonio Carlos Jobim). Hij werd lid van een band en sloot zich aan bij een muziekgroep van Milton Nascimento. Tijdens zijn studie ontmoette hij ook Vinicius de Moraes, die hem stimuleerde en hem introduceerde bij musici en dergelijke.
Bosco leerde in zijn studietijd ook Aldir Blanc kennen. Blanc was een psychiater met een grote liefde voor poëzie. Blanc ging teksten voor hem schrijven en de twee werkten veel samen, met name in de jaren 1970 en 1980. Toen Bosco een van hun songs op de radio hoorde in een uitvoering van Elis Regina, besloot hij naar Rio de Janeiro te verhuizen om zich daar volledig op muziek te richten. Blanc zegde zijn baan als psychiater op om tekstschrijver te worden.
Bosco schreef diverse songs voor Elis Regina. Hij leverde daarmee een belangrijke bijdrage aan Regina's succes. Zij deed dat ook voor hem, want zeker in het eerste deel van zijn carrière droeg Regina's succes bij aan de bekendheid van Bosco.
Tijdens het Braziliaanse militaire bewind (tot 1985) werden songteksten gecontroleerd en en gecensureerd. Bosco's tekstschrijver Blanc koos daarom voor verhullende termen om de censuur te omzeilen. Bosco's door Blanc geschreven protestsong O Bebaido e a Equilibrista groeide uit tot strijdlied tegen de dictatuur, en werd later door Amnesty International gebruikt als herkenningsmelodie.
Bosco had lange tijd weinig succes buiten Brazilië. Vanaf de jaren 1990 kwam hier verandering in. Hij gaf sindsdien optredens in Latijns Amerika, de Verenigde Staten, Japan en Europa, onder andere op het Montreux Jazz Festival, het North Sea Jazz Festival en in het Bimhuis.
Bosco nam muziek op met onder andere Eliane Elias, Nils Landgren, Josee Koning, Toots Thielemans en Chico Buarque. Songs van Bosco werden vertolkt door onder andere Elis Regina, Arlindo Cruz, en Milton Nascimento. Zelf vertolkte hij songs van onder andere Heitor Villa-Lobos, Milton Nascimento, Chico Buarque, Dorival Caymmi, Antonio Carlos Jobim en Ary Barroso.

## Erkenning en waardering
Los Angeles Times schreef dat Bosco "een van de belangrijke architecten" was van Musica Popular Brasileira (MPB), de in Brazilië populaire "mix van bossanova, samba, jazz en andere stijlen". New York Times noemde hem een van de meest befaamde zangers, gitaristen en componisten van Brazilië. Allmusic noemde hem een uitstekende componist, zanger en gitarist.
Bosco kreeg als componist waardering vanwege zijn creatieve mix van stijlen. Hij mengde samba en andere Braziliaanse stijlen met Afrikaanse, Latijns Amerikaanse, Arabische en Caribische invloeden en invloeden uit jazz en klassiek.
The Latin Recording Academy eerde Bosco in 2017 met een Latin Grammy Lifetime Achievement Award, Bosco won daarnaast een Latin Grammy Award in 2020.

## Prijzen en nominaties (selectie)
- 2003: Latin Grammy Award nominatie in de categorie Best MPB (Música Popular Brasileira) Album voor Malabaristas Do Sinal Vermelho[14]
- 2006: Latin Grammy Award nominatie in de categorie Best MPB (Musica Popular Brasileira) Album voor Obrigado, Gente!
- 2010: Latin Grammy Award nominatie in de categorie Best MPB (Musica Popular Brasileira) Album voor Não Vou Pro Céu, Mas Já Não Vivo No Chão
- 2012: Latin Grammy Award nominatie in de categorie Best MPB (Musica Popular Brasileira) Album voor João Bosco 40 Anos Depoís
- 2017: Latin Grammy Lifetime Achievement Award[15]
- 2018: Latin Grammy Award nominatie in de categorie Best MPB (Musica Popular Brasileira) Album voor Mano Que Zuera
- 2020: Latin Grammy Award in de categorie Best Portuguese Language Song voor Abricó-de-Macaco

## Discografie
- 1973: João Bosco
- 1975: Caça à Raposa
- 1976: Galos de Briga
- 1977: Disco de Ouro met Aldir Blanc
- 1977: Tiro de Misericórdia
- 1979: Linha de Passe
- 1980: Bandalhismo
- 1981: Essa É a Sua Vida
- 1982: Comissão de Frente
- 1983: João Bosco ao Vivo
- 1984: Gagabirô
- 1986: Cabeça de Nego
- 1987: Ai Ai Ai de Mim
- 1989: Bosco
- 1991: Zona de Fronteira
- 1992: Acústico MTV
- 1994: Na Onda Que Balança
- 1995: Dá Licença Meu Senhor
- 1997: As Mil e Uma Aldeias
- 1998: Benguelê
- 2000: Na Esquina
- 2001: João Bosco ao Vivo
- 2003: Malabaristas do Sinal Vermelho
- 2006: Obrigado, Gente! Ao Vivo (Live performance on DVD)
- 2010: Senhoras do Amazonas
- 2009: Não Vou Pro Céu, Mas Já Não Vivo No Chão
- 2012: 40 Anos Depois (CD and DVD)
- 2018: Mano Que Zuera
- 2020: Abricó-de-Macaco